# Cantón de Louvigné-du-Désert
El cantón de Louvigné-du-Désert era una división administrativa francesa, que estaba situada en el departamento de Ille y Vilaine y la región de Bretaña.

## Composición
El cantón estaba formado por ocho comunas:
- La Bazouge-du-Désert
- Le Ferré
- Louvigné-du-Désert
- Mellé
- Monthault
- Poilley
- Saint-Georges-de-Reintembault
- Villamée

## Supresión del cantón de Louvigné-du-Désert
En aplicación del Decreto nº 2014-177 de 18 de febrero de 2014, el cantón de Louvigné-du-Désert fue suprimido el 22 de marzo de 2015 y sus 8 comunas pasaron a formar parte del nuevo cantón de Fougères-2.